# Langley (Oklahoma)
Langley – miasto w Stanach Zjednoczonych, w stanie Oklahoma, w hrabstwie Mayes.